# Eurasien
Eurasien är den sammanhängande landmassa som utgörs av de två världsdelarna Europa och Asien, som tillsammans har 73 procent av världens befolkning. Kontinenten Eurasien omfattar sammanlagt 55 miljoner km², vilket utgör 37 procent av jordens samlade landmassa. Den dominerar östra och norra halvklotet och är planetens största kontinent. Om man tar hänsyn till att den hänger ihop med Afrika genom en 15 mil lång landtunga mellan Medelhavet och Röda havet (där Suezkanalen har dragits), får man superkontinenten Afrika-Eurasien. Inom plattektonik inkluderar Eurasiska kontinentalplattan Europa och större delen av Asien, men inte Indiska subkontinenten, Arabiska halvön och området öst om Tjerskijkedjan i Sacha.

## Historia
Eurasien är ett relativt nytt begrepp trots att det är lättare att definiera än världsdelarna Europa och Asien, mellan vilka det alltid funnits svårigheter att dra klara och logiska geografiska gränslinjer. Eurasien är och har varit ett i första hand europeiskt begrepp. För Japan, Korea och särskilt Kina var Europa länge ointressant. Idag är det de asiatiska länder som varit europeiska kolonier (till exempel Pakistan, Indien, Bangladesh, Indonesien, Filippinerna) och länder som ingått som delrepubliker i det kommunistiska men ändå europeiska Sovjetunionen (Armenien, Georgien, Azerbajdzjan, Kazakstan, Uzbekistan, Turkmenistan, Kirgizistan, Tadzjikistan) som bland de asiatiska länderna har lättast att se sig själva som en del av Eurasien.
Religiöst skilde sig det kristna Europa från resten av världen, men fiendskapen mellan den katolska kristendomen och den ortodoxa kristendomen under medeltiden skilde Västeuropa från det östra, ortodoxa Europa. Religionen betydde mer än geografi för européerna. Senare såg européerna länge naturliga geografiska gränser mellan Europa och Asien vid hav och vattendrag (Egeiska havet, Dardanellerna, Bosporen, Svarta havet), men gränslinjen uppe på land mellan Asien och Europa har skiftat. Ända fram till 1500-talets slut ansågs Ryssland tillhöra Asien av kulturella och inte geografiska orsaker. Ryssarna sågs i likhet med turkar, tartarer (mongoler) och österländska nomadfolk som ociviliserade barbarer och hedningar. Den ryske tsaren Peter den store (1682-1725) visade emellertid genom sin seger över svenskarna vid Poltava 1709 resten av Europa vilka militära muskler Ryssland hade. Detta tillsammans med tsarens "europisering" av Ryssland och byggande av Sankt Petersburg – Rysslands fönster mot Europa – gjorde att resten av Europa började betrakta Ryssland som en del av Europa. Ryssland expanderade även österut, och 1500- och 1600-talens geografer hade misslyckats med att komma överens om och få gehör för vid vilken av de ryska floderna gränsen mellan Europa och Asien skulle dras. Johann von Strahlenberg, kapten i den svenske kungen Karl XII:s armé, var den som först föreslog att gränsen mellan världsdelarna skulle dras vid Uralbergen, och så blev det också. 
Behovet att lyfta fram Eurasien har snarast politiska orsaker. I världspolitiken används Eurasien ofta som ett neutralt sätt att beskriva hemvisten för de nya republiker i Centralasien och Kaukasus som bildats efter Sovjetunionens upphörande 1991, och som inte per automatik betraktar sig som "asiatiska" länder eller tillhörande Mellanöstern. Asien har för övrigt flera subregioner och kulturer som i sig själva är lika stora som Europa, och lika olika från varandra som från Europa. Från ett modernt perspektiv är Europa den världsdel som har minst anledning av alla att erkännas som separat kontinent, och i vetenskapliga sammanhang används mer och mer termen Eurasien.
Jared Diamond poängterar i sin bok Vete, vapen och virus att Eurasiens dominans i världshistorien beror på dess vidd, dess klimatzoner samt dess stora mängd domesticerbara djur och växter.
Sidenvägen symboliserar handel och kulturellt utbyte mellan olika eurasiska kulturer genom historien, och har blivit ett mer och mer populärt ämne. Under senare decennier har en synvinkel på en större eurasisk historia etablerats, med fler genetiska, kulturella och språkliga samband mellan Europa och Asien än man tidigare trodde fanns.
Den första seglingen runt Eurasien gjordes 1878–1879 av Adolf Erik Nordenskiöld. Eurasien är även det påhittade land, med en ungefärlig motsvarande landmassa till verkliga Eurasien, som George Orwell använder sig av i sin bok 1984.

## Autonoma områden
Eurasien har 11 autonoma områden inom Eurasien, dvs regioner eller områden med inre självstyrelse enligt respektive nations grundlag som inte ligger i, eller i anslutning till, Nordamerika, Sydamerika, Afrika, Oceanien eller Antarktis (undantag har gjorts för Grönland, som egentligen ligger i Amerika, på grund av den intima sammanflätning på flertalet samhällsområden som förekommer mellan Danmark och Grönland):

### Azerbajdzjan
- Nachitjevan
- Nagorno-Karabach

### Danmark
Färöarna och Grönland, står utanför EU och är därför inte med i CALRE.
- Färöarna
- Grönland

### Finland
Åland är ett självstyrt landskap inom Finland
- Åland

### Georgien
- Abchazien
- Adzjarien
- Sydossetien.

### Moldavien
- Transnistrien (Dnestrrepubliken)

### Serbien
- Vojvodina

### Ukraina
- Krim